# Liquid Television
Liquid Television era un programa de animación transmitido por MTV durante la década de 1990. El canal encargó tres temporadas del programa a la productora del mismo, Colosal Pictures. Este espacio sirvió como punto de partida para la realización de varias series animadas originales, como Beavis y Butt-Head, Æon Flux, Cartoon Sushi y The Head. El ciclo fue ganador de un premio Emmy.
La mayor parte del material de Liquid Television fue creado por animadores y artistas independientes especialmente para el programa, pero otros segmentos fueron producidos con anterioridad, y compilados a partir de festivales como Spike and Mike's Sick and Twisted Festival of Animation. Algunas series animadas (como Dog - Boy, de Charles Burns) estaban basadas en los cómics underground de ilustradores como Mark Beyer, Richard Sala y Peter Bagge, compilados por Art Spiegelman en la revista RAW.
En Nueva Zelanda Liquid Television se transmitía por TV3, y en Australia por Special Broadcasting Service. La primera temporada también fue transmitida en el canal BBC Two, en coproducción con MTV.
Segmentos seleccionados de la serie, incluyendo la primera aparición de Æon Flux, salieron a la venta en 1990 en dos VHS titulados The Best of the Liquid Television. También salió a la venta un volumen de colección en DVD, titulado Wet Shorts (The Best of the Liquid Television); actualmente ninguno de estos se encuentra en el mercado.